# Família de Maria
La família Maria o asteroides Maria són un grup d'uns 89 asteroides que orbiten al voltant del Sol amb distàncies entre aproximadament 2,52-2,62 ua. Aquesta família va ser identificada inicialment per l'astrònom japonès Kiyotsugu Hirayama en 1918. Els asteroides d'aquesta família solen tenir una inclinació de 12 a 17 graus. La família rep el seu nom del seu membre de nombre més baix, l'asteroide (170) Maria.
Encara que l'asteroide (695) Bella té propietats orbitals que el fan un candidat per a aquesta dinàmica familiar, les propietats espectrals de l'objecte indiquen que és més probable que sigui intrús. En el seu lloc,és possible que sigui un fragment de (6) Hebe, o el seu cos principal.

## Asteroides d'aquesta família
Alguns dels asteroides d'aquesta família són
| Nom              | a     | e     | i      |
| ---------------- | ----- | ----- | ------ |
| (170) Maria      | 2,553 | 0,065 | 14,40° |
| (292) Ludovica   | 2,529 | 0,034 | 14,92° |
| (652) Jubilatrix | 2,554 | 0,127 | 15,77° |
| (714) Ulula      | 2,535 | 0,058 | 14,27° |
| (787) Moskva     | 2,539 | 0,129 | 14,84° |
| (875) Nymphe     | 2,552 | 0,151 | 14,59° |
| (879) Ricarda    | 2,531 | 0,155 | 13,68° |
| (897) Lysistrata | 2,541 | 0,094 | 14,32° |
| (1158) Luda      | 2,564 | 0,112 | 14,85° |
| (1215) Boyer     | 2,578 | 0,133 | 15,91° |
| (2089 Cetacea    | 2,533 | 0,156 | 15,39° |
| (3066) McFadden  | 2,527 | 0,133 | 15,57° |